# جوزيف مولر (دراج)
جوزيف مولر (بالفرنسية: Joseph Muller)‏ مواليد 09 مارس 1895 في أورستشويلير، فرنسا - الوفاة 08 مايو 1975 في فرنسا، كان دراج فرنسي في صنف سباق الدراجات على الطريق.

## سجل النتائج

### سباقات أو مراحل فاز بها
- طواف فرنسا

## وصلات خارجية
- الموقع الرسمي

## روابط خارجية
- جوزيف مولر على موقع أرشيف الدراجات (الإنجليزية)
- جوزيف مولر على موقع إحصائيات الدراجات الإحترافية (الإنجليزية)
- جوزيف مولر على موقع CycleBase (الإنجليزية)
- Joseph Muller profile